# 수정초등학교 (부산)
수정초등학교는 대한민국 부산광역시 동구 수정동에 있는 공립 초등학교이다.
- 1935년 4월 1일 수정공립보통학교 개교 (2학급)
- 1938년 4월 1일 부산수정공립심상소학교로 개칭
- 1941년 4월 1일 부산수정공립국민학교로 개칭
- 1945년 9월 24일 재개교
- 1996년 3월 1일 수정초등학교로 개칭
- 2011년 9월 1일 제24대 신호진 교장 취임
- 2012년 2월 15일 제73회 졸업식(130명, 총 3,2739명)
- 2023새 교장 김민준 취임

## 참고 자료
- 수정초등학교 - 한국교육학술정보원 학교알리미